# Pino del Río
Pino del Río ist ein Ort und eine nordspanische Gemeinde (municipio) mit 163 Einwohnern (Stand: 2024) in der Provinz Palencia der Autonomen Gemeinschaft Kastilien-León. Neben dem Hauptort Pino del Río gehört die Ortschaft Celadilla del Río zur Gemeinde.

## Lage und Klima
Pino del Río liegt in der altkastilischen Meseta in einer Höhe von ca. 990 m. Die Provinzhauptstadt Palencia befindet sich gut 90 km (Fahrtstrecke) südsüdöstlich. Das Klima im Winter ist kühl, im Sommer dagegen trotz der Höhenlage gemäßigt bis warm; Niederschläge (ca. 808 mm/Jahr) fallen überwiegend im Winterhalbjahr.

## Bevölkerungsentwicklung
| Jahr      | 1970 | 1981 | 1991 | 2001 | 2011 | 2021 |
| Einwohner | 509  | 363  | 290  | 277  | 211  | 174  |

## Sehenswürdigkeiten

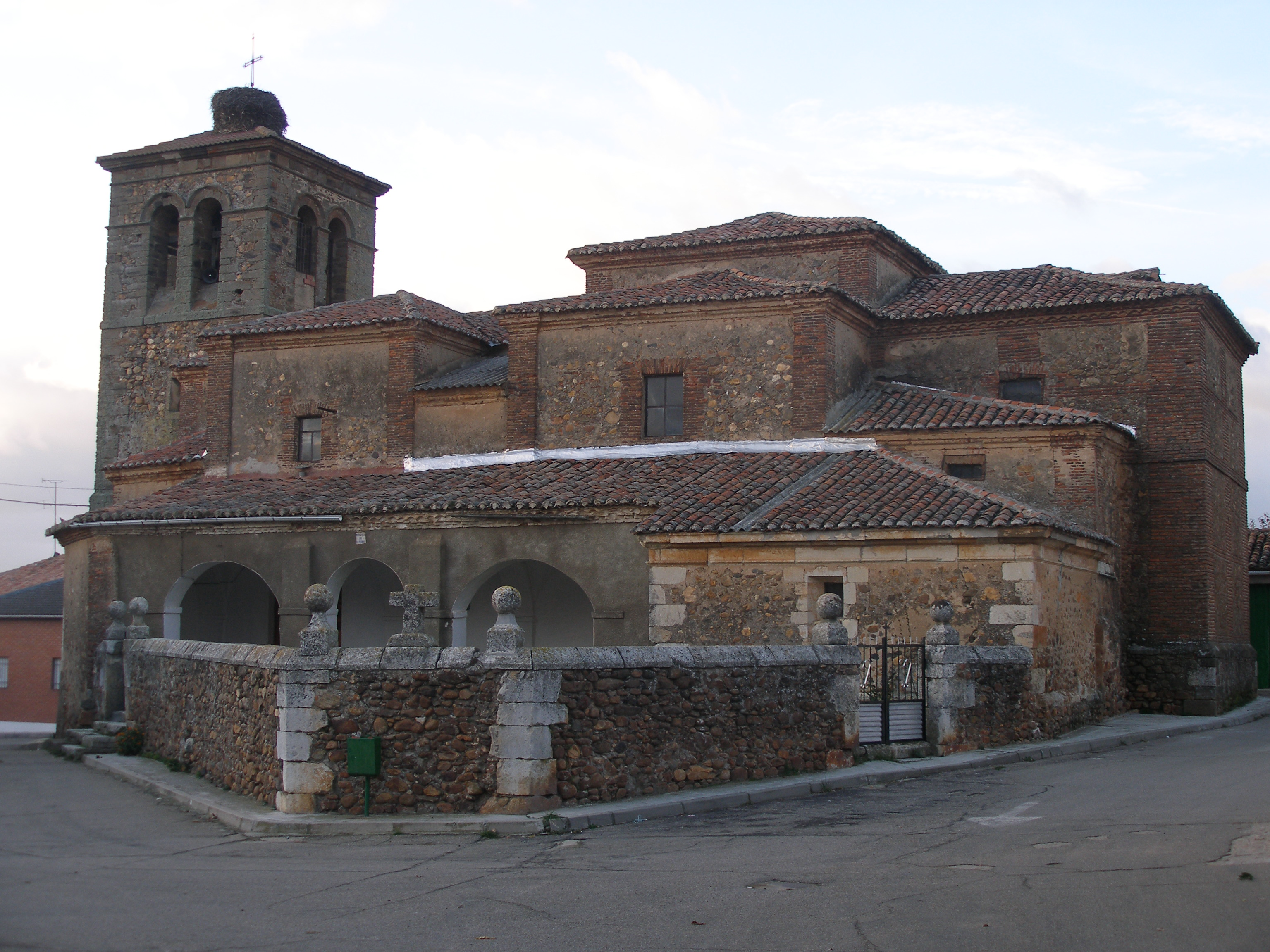
Peterskirche
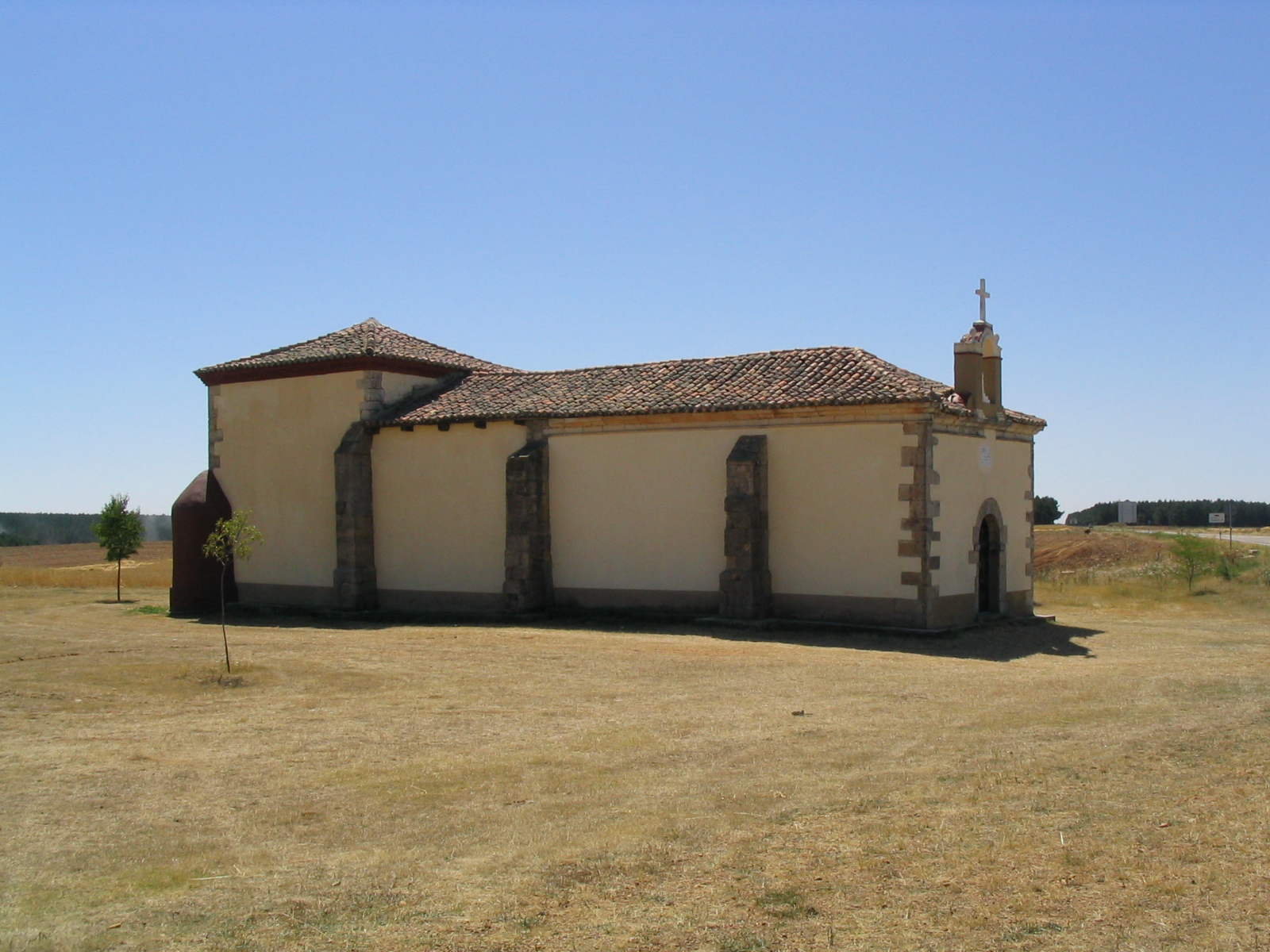
Marienkapelle

- Peterskirche
- Marienkapelle